# Чешско-японские отношения
Японо-чешские отношения — двусторонние дипломатические отношения между Чехией и Японией. Они были установлены в 1919 году между Чехословакией и самой Японией.
Кстати, чехи, как и поляки, стали одними из первых восточноевропейцев, признавших Японию как страну.

## История

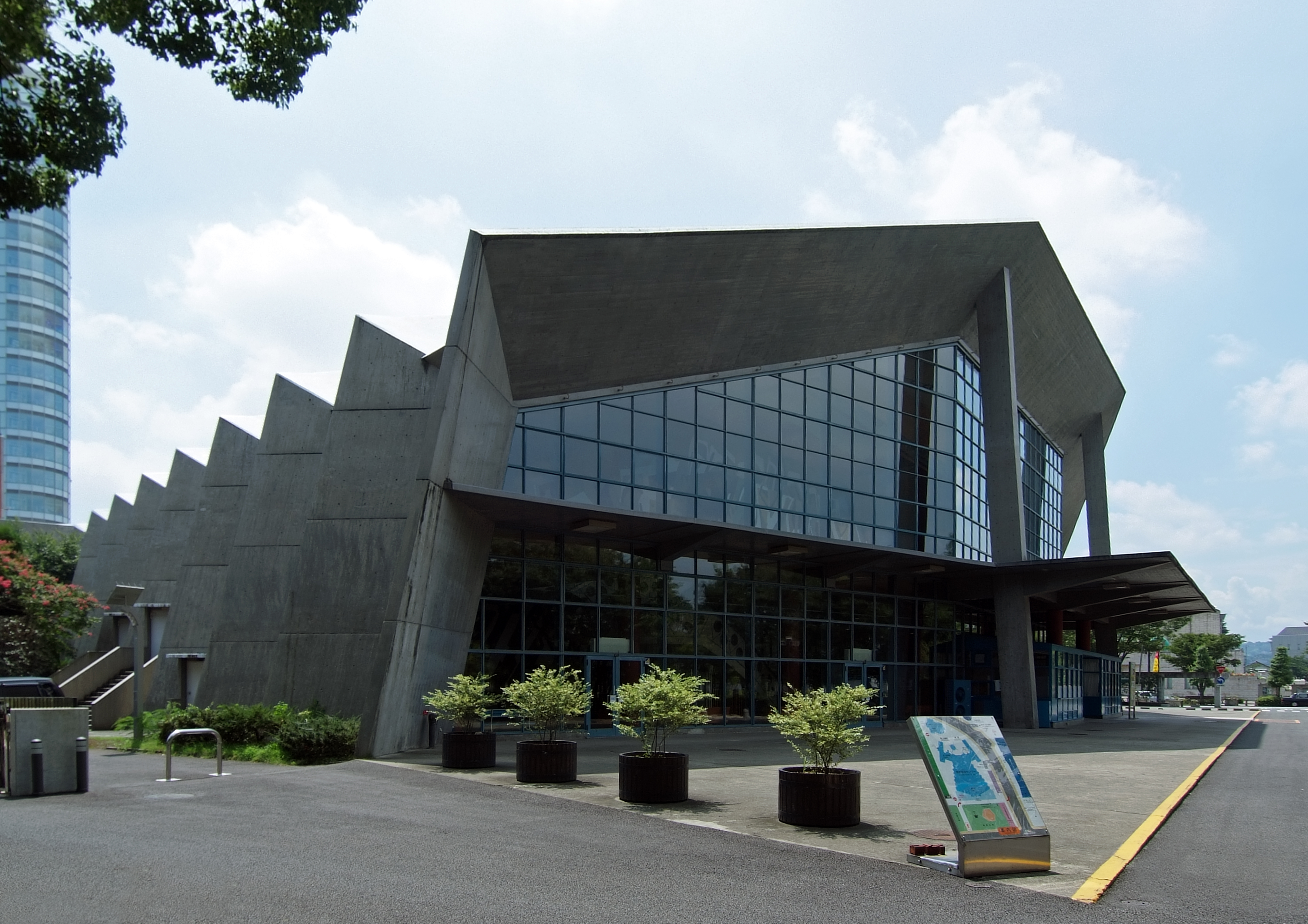
Музыкальный центр Гунма в Такасаки, дизайн Антонина Раймонда

В Первой мировой войне Япония, осадив Циндао, захватила несколько австро-венгерских военных в плен. Среди них были и чехи. С пленными обращались достаточно гуманно, а после войны они вошли в состав чехословацкого легиона. Дипломатические отношения между Чехословакией и Японией были установлены в 1919 году. Чешский архитектор Антонин Раймонд был почётным консулом Первой Чехословацкой республики в Японии с 1926 года по 1939, представляя правительство Т. Г. Масарика. Отношения были разорваны с началом Второй мировой войны в 1939 году, и восстановлены в 1957 году. Первым японским полномочным министром в Чехословакии был Харукадзу Нагаока.
После распада Чехословакии в 1993 году, Япония признала как Чешскую республику, так и Словакию, и продолжила отношения с обеими странами.
В июле 2002 года Их Высочества Император и Императрица Японии Акихито и Митико совершили официальный визит в Прагу.
В августе 2003 года японский премьер-министр Дзюнъитиро Коидзуми совершил официальный визит в страны Центральной Европы: Германию, Польшу и Чехию. 20 августа он выехал из Варшавы в Прагу, которая стала последним пунктом его поездки. В полдень следующего дня он беседовал с чешским премьер-министром Владимиром Шпидлой, в ходе которой они обменялись своими мыслями и взглядами на двусторонние отношения и знаковые глобальные проблемы, включая ядерные амбиции Северной Кореи и восстановление Ирака, где прошло лишь три месяца с конца войны. По итогам встречи оба премьер-министра приняли «Положение о стратегическом партнёрстве между Японией и Чешской республикой», чем отметили 10-ю годовщину их партнёрства и императорский визит в Прагу годом ранее как эпохальную встречу и провозгласили дальнейшее развитие сотрудничества в двусторонних отношениях, а также помощь в восстановлении Ирака.

## Экономика и торговля
Экономические отношения между Японией и Чешской республикой развиваются постепенно с большим ростом инвестиций и торговли электромашинами и механическими компонентами. После ввода войск в Чехословакию в 1968 году Япония начала сотрудничество в бизнес-сфере; в частности, одна из крупнейших японских торговых компаний Mitsui & Co. начала действовать в столице Чехословакии. Спустя несколько лет после окончания Холодной войны, в 1993 году, Японская Внешнеторговая Организация, которая была уполномочена правительством продвигать японский экспорт, импорт и инвестиции, разместила свой офис в Праге. Важнейшей вехой в истории чешско-японских бизнес-отношений является основание компанией Toyota Peugeot Citroën Automobile (TPSA), частным совместным предприятием Toyota и Peugeot Citroën, центра и автомобильной фабрики в Колине в 2002 году. Их производство началось в феврале 2005 года, и к марту 2012 года TPCA произвела более 2 миллионов машин.

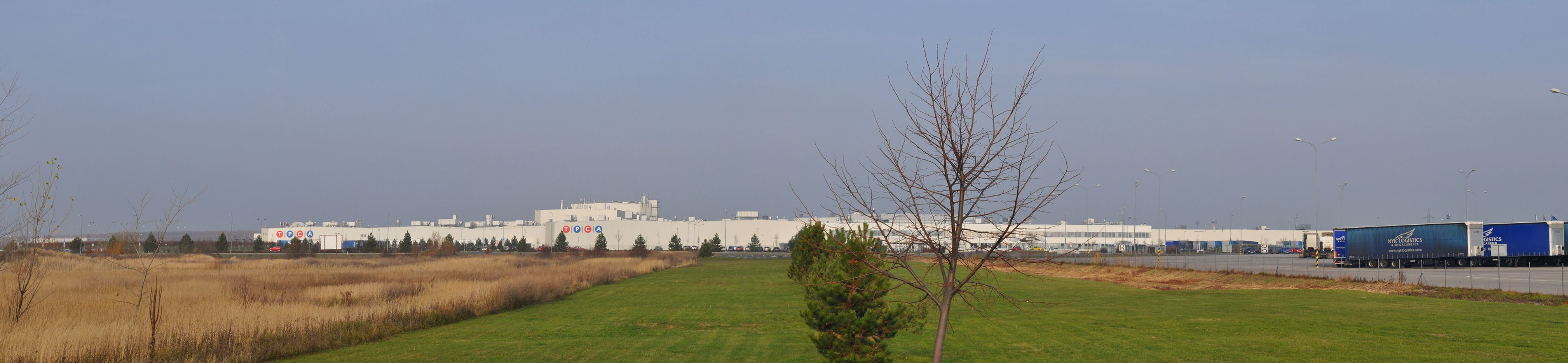
Автомобильная фабрика Toyota Peugeot Citroën Automobile Czech (ноябрь 2013)

## Академические связи
В Чешской республике есть три университета, в которых читаются японские учебные курсы: Карлов университет в Праге, Университет Масарика в Брно и Палацкий Университет в Оломоуце.

## Дипломатические миссии

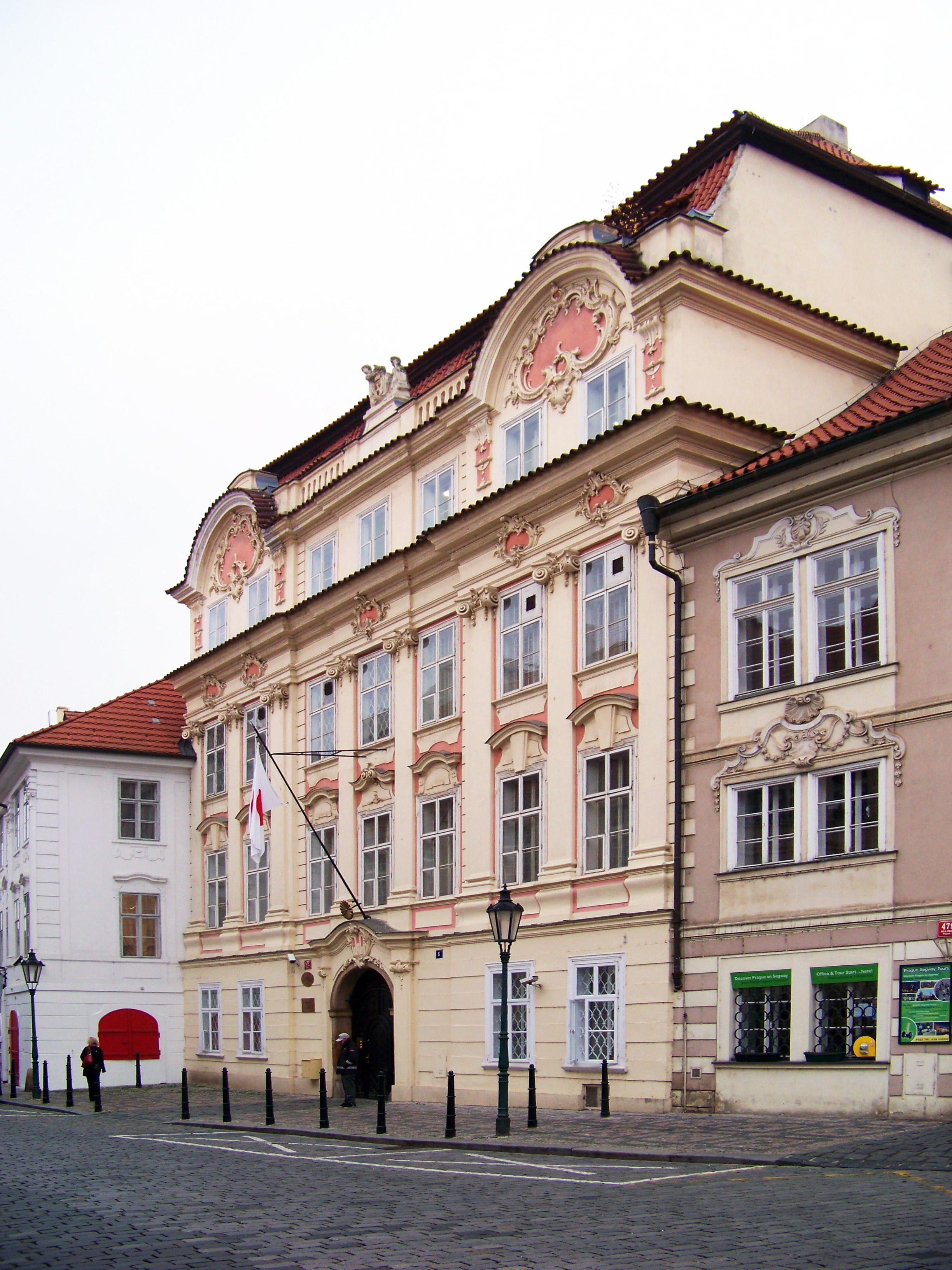
Японское посольство в Праге

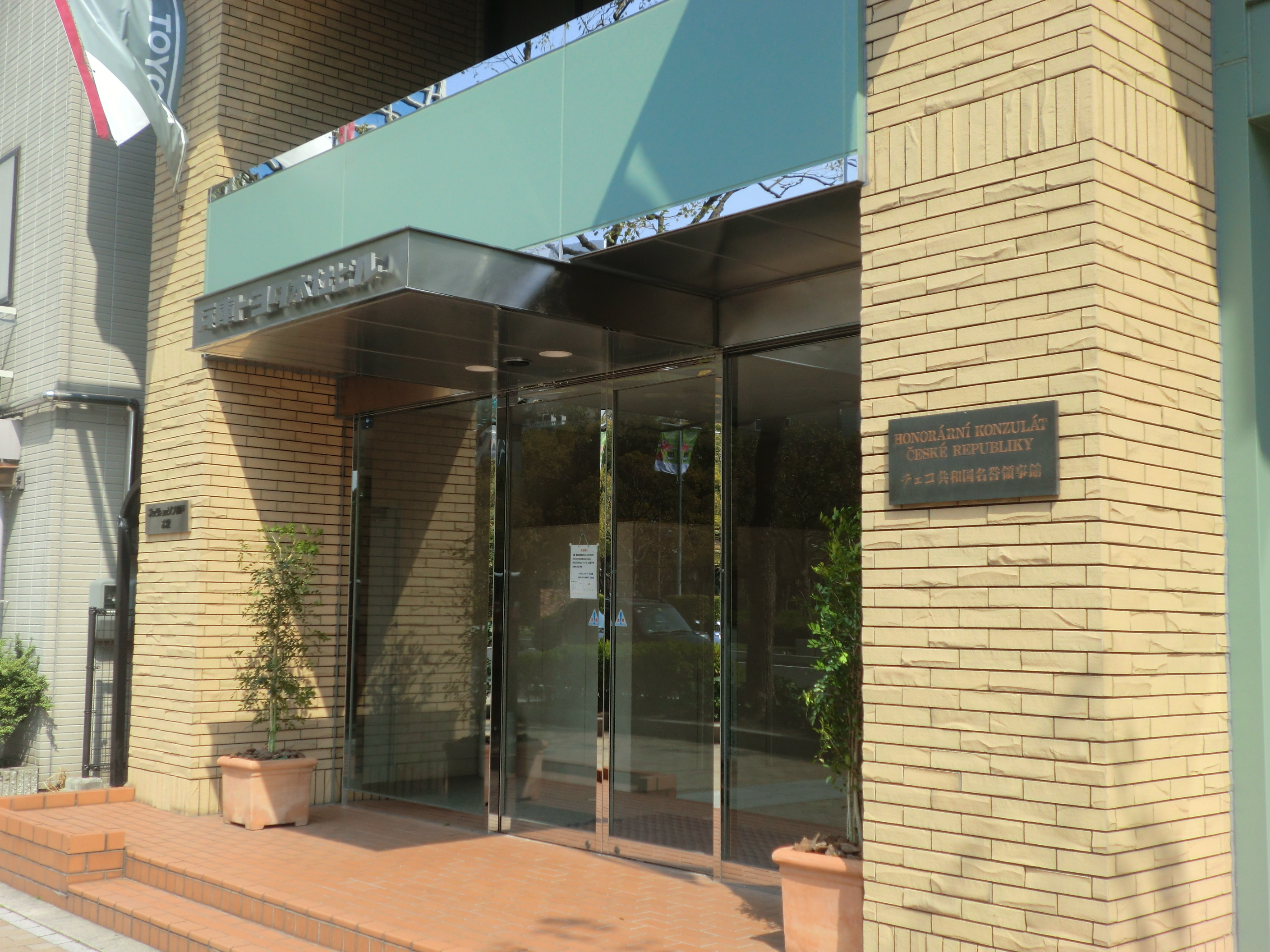
Почётное консульство Чехии в Кобе

- Чехия имеет посольство в Токио и почётное консульство в Кобе.
- Япония имеет посольство в Праге.